# Загребачки фестивал пива
Загребачки фестивал пива (енгл. Zagreb Beer Fest) пивско-музички је фестивал који се сваке године у другој половини маја одржава у центру Загреба, на простору Парка др Фрање Туђмана. Улаз на фестивал је бесплатан.

## Досадашња издања фестивала
| Година    | Датум | Извођачи | Број посетилаца | Изв.                        |  |
| --------- | --- | --- | --- | --------------------------- |  |
| 2017. (1) | 19. мај | Игралом · · Којоти | 30.000 | [ 1 ] [ 2 ]                 |  |
| 2017. (1) | 20. мај | Лика Колорадо · М.О.Р.Т. · Јура Стублић и Филм | 30.000 | [ 1 ] [ 2 ]                 |  |
| 2017. (1) | 21. мај | Огењ · Андрија · Артан Лили · | 30.000 | [ 1 ] [ 2 ]                 |  |
|           | | | |                             |  |
| 2018. (2) | 17. мај | · Многи други · · Бојана Вунтуришевић | 60.000 | [ 2 ] [ 3 ]                 |  |
| 2018. (2) | 18. мај | Порто Морто · Маркиз · Лет 3 · Канџија и Голе жене | 60.000 | [ 2 ] [ 3 ]                 |  |
| 2018. (2) | 19. мај | · Војко В · | 60.000 | [ 2 ] [ 3 ]                 |  |
| 2018. (2) | 20. мај | Дрворед · · Ирена Жилић · · Партибрејкерс | 60.000 | [ 2 ] [ 3 ]                 |  |
|           | | | |                             |  |
| 2019. (3) | 17. мај | · Пунчке · · | 80.000 | [ 4 ] [ 5 ]                 |  |
| 2019. (3) | 18. мај | · Роло · Атентат · Резерве · Психомодо поп | 80.000 | [ 4 ] [ 5 ]                 |  |
| 2019. (3) | 19. мај | · · Луце · Свемирко · | 80.000 | [ 4 ] [ 5 ]                 |  |
| 2019. (3) | 20. мај | · · Џеј-Ар Огаст · Борис Шток · Урбан&4 | 80.000 | [ 4 ] [ 5 ]                 |  |
|           | | | |                             |  |
| 2020.     | Четврто издање фестивала требало је да буде одржано од 28. до 31. јуна 2020. године, а на списку најављених извођача налазили су се Нено Белан, Репетитор, Војко В, Елементал, Буч Кесиди... Међутим, 28. маја 2020. објављено је да фестивала неће бити те године због глобалне пандемије ковида 19. | Четврто издање фестивала требало је да буде одржано од 28. до 31. јуна 2020. године, а на списку најављених извођача налазили су се Нено Белан, Репетитор, Војко В, Елементал, Буч Кесиди... Међутим, 28. маја 2020. објављено је да фестивала неће бити те године због глобалне пандемије ковида 19. | Четврто издање фестивала требало је да буде одржано од 28. до 31. јуна 2020. године, а на списку најављених извођача налазили су се Нено Белан, Репетитор, Војко В, Елементал, Буч Кесиди... Међутим, 28. маја 2020. објављено је да фестивала неће бити те године због глобалне пандемије ковида 19. | [ 6 ] [ 7 ]                 |  |
|           | | | |                             |  |
| 2021. (4) | 3. септембар | Репетитор · Горан Баре и Мајке | — | [ 8 ] [ 9 ] [ 10 ] [ 11 ]   |  |
| 2021. (4) | 4. септембар | Муха · Натали Диздар · Елементал | — | [ 8 ] [ 9 ] [ 10 ] [ 11 ]   |  |
| 2021. (4) | 5. септембар | Репер из собе · Канџија и Голе жене · Порто Морто · | — | [ 8 ] [ 9 ] [ 10 ] [ 11 ]   |  |
|           | | | |                             |  |
| 2022. (5) | 19. мај | · Којоти · Лет 3 | 50.000 | [ 12 ] [ 13 ]               |  |
| 2022. (5) | 20. мај | · · Празна лепиња · Хладно пиво | 50.000 | [ 12 ] [ 13 ]               |  |
| 2022. (5) | 21. мај | Љетно кино · Подочњаци · М.О.Р.Т. · Војко В | 50.000 | [ 12 ] [ 13 ]               |  |
| 2022. (5) | 22. мај | Крис · Там · Матија Цвек · | 50.000 | [ 12 ] [ 13 ]               |  |
|           | | | |                             |  |
| 2023. (6) | 1. јун | Лузери · Стерео дефицит · БлуВинил · Ален Витасовић · Далека обала | — | [ 14 ] [ 15 ]               |  |
| 2023. (6) | 2. јун | Орвел · · Дјеца! · Артан Лили · Кранкшвестер | — | [ 14 ] [ 15 ]               |  |
| 2023. (6) | 3. јун | Кени није мртав · Грше · | — | [ 14 ] [ 15 ]               |  |
| 2023. (6) | 4. јун | Драм · · Пеки Пеле · · 2хШихта · Силенте | — | [ 14 ] [ 15 ]               |  |
|           | | | |                             |  |
| 2024. (7) | 23. мај | Бејбе · Визељ · Немања · Хиљсон Мандела · | — | [ 16 ] [ 17 ] [ 18 ] [ 19 ] |  |
| 2024. (7) | 24. мај | Чуваркућа · Шпиро и Теј · · Војко В | — | [ 16 ] [ 17 ] [ 18 ] [ 19 ] |  |
| 2024. (7) | 25. мај | Министранти · Машинко · М.О.Р.Т. · | — | [ 16 ] [ 17 ] [ 18 ] [ 19 ] |  |
| 2024. (7) | 26. мај | Римљани ите дома · Идем · Свемирко · З++ · Едо Маајка | — | [ 16 ] [ 17 ] [ 18 ] [ 19 ] |  |
|           | | | |                             |  |
| 2025. (8) | 5. јун | Мајмунска посла · Празна лепиња · Пеки (са гостима) · Грше | — | [ 20 ] [ 21 ] [ 22 ]        |  |
| 2025. (8) | 6. јун | Смрдљиви Мартини · Псећа плажа · · Лет 3 | — | [ 20 ] [ 21 ] [ 22 ]        |  |
| 2025. (8) | 7. јун | · Шумски · Подочњаци · Шпиро и Теј · Психомодо поп | — | [ 20 ] [ 21 ] [ 22 ]        |  |
| 2025. (8) | 8. јун | · · Лузери · Лету штуке · | — | [ 20 ] [ 21 ] [ 22 ]        |  |